# Owain Gwynedd
Pour les articles homonymes, voir Owen.
Owain ap Gruffydd (1100? – †28 novembre 1170), dit Owain Gwynedd (Owen en anglais) est considéré comme l'un des monarques gallois qui a le mieux réussi avant l'avènement de son petit-fils, Llywelyn le Grand. Il est baptisé « Owain Gwynedd » afin de ne pas le confondre avec un autre Owain ap Gruffydd qui fut son contemporain, un prince de Powys, également connu sous le nom d'Owain Cyfeiliog. Il régna sur le royaume gallois de Gwynedd.

## Débuts guerriers sous le règne de son père
Le père d'Owain, Gruffydd ap Cynan était un monarque fort qui a bénéficié d'un règne particulièrement long, bien que renversé à plusieurs reprises. Il fit du Gwynedd le royaume le plus important du Pays de Galles lors de ses soixante-deux années de règne et fit face avec plus ou moins de bonheur aux invasions des Normands. Owain naquit sur l'île d'Anglesey vers 1100. Quand Gruffydd fut trop vieux pour mener ses batailles en personnes, il les délégua probablement à ses fils, Owain, Cadwallon et Cadwaladr ap Gruffydd. Ceux-ci menèrent des expéditions victorieuses contre les Normands et d'autres rois gallois. Cadwallon mourut en 1132, mais Owain et Cadwaladr, alliés à Gruffydd ap Rhys de Deheubarth écrasèrent les Normands à Crug Mawr près de Cardigan en 1136 et annexèrent le Ceredigion.

## Un règne partagé avec Cadwaladr
À la mort de Gruffydd en 1137, Owain hérita donc avec la couronne d'un royaume aux bases particulièrement bien assises, mais il dut le partager avec Cadwaladr. En 1143, Cadwaladr se trouva impliqué dans le meurtre de Anarawd ap Gruffydd de Deheubarth et Owain riposta en envoyant son fils, Hywel ab Owain Gwynedd pour lui prendre ses terres au nord de Ceredigion. Bien qu'Owain se soit réconcilié par la suite avec Cadwaladr, à partir de 1143 il régna seul sur la majeure partie du nord du Pays de Galles. En 1155, il força Cadwaladr à l'exil.

## Guerre avec le Powys
Owain profita de la guerre civile en Angleterre qui opposait le roi Étienne à l'Impératrice Mathilde pour étendre les frontières du Gwynedd vers l'est plus loin que jamais. En 1146 il prit le château de Mold, puis vers 1150 captura Rhuddlan et assaillit les frontières de Powys.  Le prince de Powys, Madog ap Maredudd, aidé par le baron Ranulf de Chester l'affronta à Coleshill mais fut vaincu.

## Guerre avec Henri II
Tout alla pour le mieux jusqu'à l'avènement de Henri II d'Angleterre en 1154. Ce dernier envahit le Gwynedd en 1157 avec l'appui de Madog ap Maredudd de Powys et le frère d'Owain, Cadwaladr. Cette invasion ne fut pas un franc succès. Henri II faillit se faire tuer dans une escarmouche à Basingwerk et quand sa flotte débarqua sur l'île d'Anglesey, elle fut vaincue. Pourtant, Owain dut négocier avec Henri et abandonner Rhuddlan et d'autres de ses conquêtes orientales.
Madog ap Maredudd mourut en 1160 et le Powys se trouva divisé en deux entités : le royaume de Powys Wenwynwyn au sud, qui alla à Owain Cyfeiliog et celui de Powys Fadog au nord qui tomba aux mains de Gruffydd Maelor I. Owain profita de cet éclatement pour reprendre des territoires à l'est.
En 1163 il fit une alliance avec Rhys ap Gruffydd de Deheubarth et défia l'autorité anglaise. Henri II tenta à nouveau d'envahir le Gwynedd mais au lieu d'emprunter les routes habituelles des plaines du nord il attaqua à partir d'Oswestry et franchit les collines. Malheureusement pour lui le climat du Pays de Galles joua pour Owain car les pluies torrentielles de la région forcèrent Henri II à battre en retraite. Henri II ne tenta plus jamais d'envahir le Gwynedd et Owain put garder ses conquêtes orientales. Ce dernier put reprendre le château de Rhuddlan en 1167 après un siège de trois de mois.

## Querelles religieuses et succession
Les dernières années du règne d'Owain furent occupées par une querelle avec l'archevêque de Cantorbéry au sujet de la désignation du nouvel évêque de Bangor. En outre, il subit des pressions de la part de l'archevêque et du Pape pour qu'il abandonne sa deuxième femme, Cristin, qui était sa cousine germaine, une telle relation matrimoniale étant interdite par l'Église. Bien qu'il fût excommunié par la suite, Owain refusa obstinément de répudier Cristin. Cette situation n'est pas sans rappeler celle que connut Henri VIII d'Angleterre, bien qu'elle ne mena pas à un schisme et qu'en l'occurrence Henri VIII tentait de divorcer. Owain mourut en 1170, et malgré son excommunication fut enterré en terre consacrée dans la cathédrale de Bangor par le clergé local.
On pense qu'Owain fit écrire le texte de propagande La vie de Gruffydd ap Cynan qui raconte la vie de son père. Après sa mort, la guerre civile éclata entre ses fils et il fallut attendre la génération suivante pour que le Gwynedd retrouve sa gloire passée. Selon la légende, un des fils d'Owain était le prince Madoc qui aurait traversé l'Atlantique pour coloniser l'Amérique.

## Mécène
Il avait deux bardes nommés Gwalchmai et Cynddelw.

## Postérité
Owain Gwynedd eut plusieurs épouses et de nombreuses concubines desquelles il laissa une vaste postérité dont pas moins de dix neuf fils:
1) Gwladus ferch Llywarch ap Trahearn. 
- Rhys
- Cadwallon aveuglé en 1165,
- Iorwerth Drwyndwn père de Llywelyn ap Owain,
- Maelgwn ab Owain Gwynedd seigneur de Môn (1170-1173),
- Cynan ap Owain seigneur de Meirionnydd.

2) Cristin ferch Goronwy.
- Dafydd ab Owain Gwynedd

3) Mères inconnues
- Hywel ab Owain Gwynedd (illégitime)
- Rhodri ab Owain Gwynedd seigneur de Môn (1175-1193) (illégitime)
- Rhun ab Owain Gwynedd (illégitime)

## Fiction
Owain Gwynedd est un des personnages principaux du roman L'été des Danois de Ellis Peters. Il apparaît dans d'autres ouvrages de l'écrivain dans son cycle de « Frère Cadfael ».

## Sources
- (en) Mike Ashley British Kings & Queens    Robinson (Londres 1998)  (ISBN 1841190969). « Owain Gwynedd ap Gruffydd, Gwynedd, 1137-1170  »  p. 355-357, table p. 331.
- (en) Kari Maund, The Welsh Kings: Warriors, warlords and princes, Mill Brimscombe Port Stroud, The History Press, 2006 (ISBN 9780752429731), p. 58, 160-61, 162-71, 172-74, 177, 181-86, 243-44
- (en) Timothy Venning, The Kings & Queens of Wales, Mill Brimscombe Port Stroud, Amberley Publishing,, 2013 (ISBN 9781445615776), p. 87-89, 97,119
- (en) David Walker, Medieval Wales, Cambridge, Cambridge University Press, 1990 (ISBN 9780521311533), p. 42-43, 45-48, 73-74, 92, 154
- (en) David Williamson, Brewer's British Royalties. A phrase and fable dictionary, Londres, Cassel, 1998 (ISBN 030434933X), p. 289 Owain Gwynedd, King of Gwynedd (c.1100-1170)